# Limbi iraniene
Limbile iraniene sunt o ramură a familiei limbilor indo-europene și a subfamiliei limbi indo-iraniene. Cea mai veche limbă iraniană este limba avestică, care este dispărută. Sunt vorbite de către popoarele iranice.
Organizația „Ethnologue” consideră că există 87 de limbi iraniene.
Numărul total de vorbitori este neclar, dar limba persană are ca. 53 de milioane de vorbitori nativi, paștuna ca. 40 milioane kurda ca. 26 milioane, luri ca. 3,3 milioane, iar beluciana ca. 7 milioane.

## Classificarea

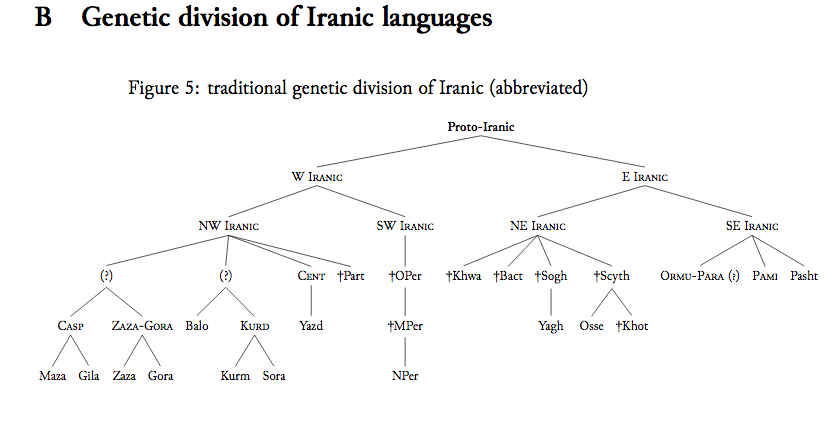
Diviziunea genetică a limbilor iraniene

Limbile iraniene sunt împărțite, în special după criterii fonetice, în subfamiliile cele de est și cele de vest.
Limbile kurdă, persană și cea beluciană sunt limbi iraniene de vest, iar limba paștună este o limbă iraniană de est.
Limbile moderne folosesc scrierea arabă modificată.